# Ingeborg de Beausacq
Ingeborg de Beausacq (25 de enero de 1910 - 12 de julio de 2003) fue una fotógrafa estadounidense y exploradora de origen alemán.

## Niñez y adolescencia
Ingeborg nació Ingeborg Holland en enero de 1910, en Hattingen, Alemania. Sus padres eran dentistas; su padre, Ernst Holland, era uno de nueve niños de una familia de granjeros, único e incluso del pueblo entero que fue a la escuela. Su padre había añadido una herrería a la tienda a su granja y todos los niños trabajaron en ella. Así pudo comprar libros y también mejor ropa que los otros en el pueblo. había solo una calle en todo Steinbach Hallenberg y dos nombres familiares para todos sus residentes: Recknagel y Holland. Habían estado viviendo allí por siglos en el bosque de Turingia, un bosque profundo de Alemania central. Eran labradores pequeños y muy pobres.
Su madre era Hella Mulsow, una de dos hijas de un dentista en una ciudad pequeña en Mecklenburg. Y también era dentista pero dejó de practicar al casarse. Después de su segundo hijo, Günther, y antes de su divorcio, se estableció otra vez en Essen.
Ingeborg se habilitó con el "Abitur" en 1929 y estaba lista para ingresar a la Universidad a los 19 años. Decidió por literatura, psicología e historia de arte con el objetivo de completar una carrera como periodista. Ocupó su primer semestre en la Universidad de Hamburgo. Entonces su padre objetó el periodismo e insistió en que estudiase medicina. Para el semestre invernal fue a Berlín. Así estudió anatomía y hacía disecciones pero no le entusiasmaba ser doctora. Y también, le preocupaba la carga financiera a sus padres, la longitud de estudios médicos, y la situación política.
EL nazismo y el antisemitismo continuaba creciendo en Alemania. Ingeborg no quería quedarse; y, en 1935 tomó el tren de noche a París y se unió a un grupo de inmigrantes que solo llevaban unas pocas cosas personales. No volvió a Alemania hasta 1958.

## París
Uno de sus amigos judíos en París era el Dr. Proscauer quién sobrevivía importando peces tropicales y pájaros exóticos que vendía en las Galerías Lafayette. Él y su mujer mantenían su stock en un estudio pequeño en Bulevar Clichy. Un día le dijo a Ingeborg que tenía que dejar y le ofreció el negocio en 5000 francos. Aceptó el trato, y compró de segunda mano un cabriolet Renault Vivasport y fue al Gare du Nord donde peces y pájaros llegaban en tren de Hamburgo. Ella también importaba bombas de acuario y otros accesorios.
La madre de Ingeborg le gustaba el 14.º de julio en París y la vino a visitar en 1938. Las dos bailaron con el Día de la Bastilla y gritando "Vive la Francia". Su madre le trajo una cámara Rolleiflex con lentes y otros accesorios. ¿Por qué no aprender fotografía, deviniendo reportera? Fue con Monsieur Koruna, un fotógrafo austriaco joven, que la aceptó inmediatamente. Utilizaba sus cámaras, su material, su cuarto oscuro, retocando inmediatamente. Trabajaba noche y día. Todo eso por dos meses y 5000 francos. Aquello era la inversión mejor en su vida. Una vida nueva abrió: fotografió a sus amigos, a un bailarín ruso con un bonito traje Botticelle. Hacía ampliaciones, experimentaba.
Luego conoció a Jean de Beausacq quién había participado en la Primera Guerra Mundial. No quiso experimentar con otra guerra y fue a Brasil. Ingeborg también dejó Francia el 31 de agosto de 1939 hacia Brasil. Esa medianoche, Francia cerró sus fronteras y la guerra fue declarada con Alemania.

## Brasil
Ingeborg se casó con Beausacq a su llegada el 23 de septiembre de 1939, a Río de Janeiro, y devino en condesa por matrimonio.

## La Gaille en Provenza
Ingeborg dejó Nueva Guinea en 1959, estando mucho tiempo en Tailandia, India, Pakistán, Líbano, y Grecia. En 1965, compró y renovó una vieja granja en Provenza, Francia, la Gaille. Le llevó seis años construir arriba del albergue, sin electricidad ni agua. Vendió su casa de Nueva York y gastó meses en India, Marruecos y España para encontrar puertas, tallas de madera y bordados, textiles, para su propiedad nueva. En la Gaille  invitaba a sus amigos y alquilaba apartamentos a personas de todo el mundo que quisiesen vivir en un sitio especial.
Pero a la larga, dirigiendo una propiedad tan grande era demasiado difícil para ella, y en 1986 lo dio a la Fundación de Artes & Métiers, con la condición de poder vivir allí hasta su muerte.
Ingeborg compartió su vida entre La Gaille y Nueva York donde tuvo un apartamento que ella más tarde vendió y regresó a Provenza, desde donde viajaba por todo el mundo. En 1996, se unió a la Sociedad de Mujeres Geógrafas.
Muchos objetos que Ingeborg trajo de sus viajes pueden ser encontrados en los museos de Nueva York. Algunos de ellos se exhibieron en la exposición "Arte de Oceanía, Tradición y Cambio", del Museo de Misuri (2001–2003). Una exposición de aproximadamente 20 de sus fotografías fue organizada por sus amigos en Goult en Francia del sur, del 11 al 15 de agosto de 2007.
Falleció el 12 de julio de 2003 en St-Didier, cerca de Pernes-les-Fontaines en Provenza, Francia.